# Leroy Wright
James Leroy Wright Sr., né le 6 mai 1938 à New York, dans l'État de New York, et mort le 21 mars 2020 à Charlotte, en Caroline du Nord, était un ancien joueur américain de basket-ball.

## Biographie

### Jeunesse
Wright grandit dans le Texas et est diplômé du lycée Aycock, à Rockdale, en 1956. Il était une star dans quatre sports, jouant au football américain, au basket-ball et à l'athlétisme. Il gagne des championnats d'État dans le football américain et le basket-ball pendant sa dernière année au lycée (1955–1956).

### Carrière universitaire
Wright joua au basket-ball à l'Université du Pacifique de 1957 à 1960 (les étudiants de première année n'étaient pas autorisés à pratiquer des sports universitaires selon les règles de la NCAA quand il était à l'université). Dès quil devint éligible comme étudiant en deuxième année en 1957–1958, Wright fit irruption sur la scène nationale du basket-ball avec des moyennes par match de 13,2 points et 17,1 rebonds. Ailier fort de 2,06 m, sa moyenne de points par match augmenta dans chacune de ses saisons junior et senior (14,8 et 15,9 pts respectivement) tandis que ses moyennes de rebonds pris par match, qui étaient au sommet de la ligue (25,1 rebonds par match en tant que junior et 22,4 rbs par match en tant que senior), sont les deux premières moyennes de l'histoire des Tigers du Pacifique, et il devint le premier joueur à devenir le meilleur rebondeur de la NCAA Division I plusieurs fois. Il fut nommé West Coast Conference Men's Basketball Player of the Year (en) à la fin ses deux dernières saisons universitaires, titre partagé avec Mike Farmer des Dons de San Francisco et LaRoy Doss (en) des Gaels de Saint Mary.

### Carrière professionnelle
Après la fin de sa carrière universitaire, Leroy Wright fut sélectionné au deuxième tour (16ème choix au total) de la draft 1960 de la NBA par les Celtics de Boston. Il ne joua jamais dans la National Basketball Association (NBA), cependant. Il passa deux saisons à jouer dans l'ABA en 1967–1968 en tant que joueur des Pipers de Pittsburgh, puis en 1968–1969 lorsque l'équipe déménagea à Minneapolis pour devenir les Pipers du Minnesota. Au cours de sa saison rookie, les Pipers remportèrent les Finales ABA, 4-3, contre les Buccaneers de la Nouvelle-Orléans. C'était le premier championnat ABA de l'histoire de la ligue. Pour sa première saison, Wright disputa 17 matchs et marqua en moyenne 3,4 points et prit 6,4 rebonds par match. Il joua encore 13 matchs pendant les Playoffs dans lesquels il a eu une moyenne de 2,0 points et 5,6 rebonds par match.
Lorsque la franchise déménagea dans le Minnesota pour la saison suivante, Wright resta dans l'équipe mais ne joua que 10 matchs et eut en moyenne 0,8 points et 3,0 rebonds par match. Wright avait 30 ans à ce moment-là, et sa carrière se termina car il ne re-signa pas avec une équipe après la saison.